# Compagnie du Simplon
La Compagnie du Simplon, (in italiano, Compagnia del Sempione), è stata un'effimera società ferroviaria svizzera fondata nel 1874 che, nel 1881, si fuse con la Chemins de fer de la Suisse Occidentale confluendo con essa nel 1890 nella Compagnia del Jura-Simplon.

## Storia
La Compagnie du Simplon il 16 marzo 1874 divenne aggiudicataria della concessione per il completamento della ferrovia del Sempione, messa all'asta in seguito alla revoca del dicembre 1872 alla Compagnie de la Ligne d'Italie a causa della messa in liquidazione della società.
Benché fosse entrata in possesso dalla linea da Bouveret a Sierre il 4 giugno 1874, la creazione della Società richiese più tempo, lo statuto fu approvato il 18 giugno 1875. Pochi giorni dopo, il consiglio di amministrazione, chiamò a dirigere la società l'ex-consigliere federale Paul Cérésole insieme a due amministratori delegati, l'ingegnere Georges Lommel, per la parte tecnica e M. Renevier per la parte finanziaria. Tutti e tre si insediarono il 1º gennaio 1876.
Le tratte incomplete erano quella da Sierre a Leukerbad, da Leukerbad a Visp e da Visp a Briga. I lavori vennero effettuati nei tempi previsti e la prima tratta fu aperta il 1º giugno del 1877, le altre due il 1º luglio del 1878. Nel contempo vennero fatti lavori di manutenzione sulle tratte già esistenti e la sistemazione delle stazioni. La stazione di Briga fu inaugurata il 18 giugno del 1878, grande protagonista dei discorsi di inaugurazione fu il passaggio del Sempione a cui espressero sostegno sia Numa Droz in rappresentanza della Confederazione, sia gli ambasciatori di Francia e Italia.
La tratta Le Bouveret - Saint-Maurice divenne invece parte della Linea del Tonkino.
Sorsero tuttavia nuove difficoltà finanziarie in seguito alle quali la Compagnie du Simplon fu costretta alla fusione, perfezionata nel 1881, con la Compagnie de la Suisse Occidentale prendendo il nome di Société Suisse Occidentale & Simplon.
Una successiva fusione nel 1890 con la Jura-Berne-Lucerne et Pont-Vallorbe  costituì la nuova e più importante Compagnia del Jura-Simplon.